# Ugandatrichia nigra
Ugandatrichia nigra är en nattsländeart som beskrevs av Martin E. Mosely 1939. Ugandatrichia nigra ingår i släktet Ugandatrichia och familjen smånattsländor. Inga underarter finns listade i Catalogue of Life.